# بيتي أيسنر
بيتي أيسنر (بالإنجليزية: Betty Eisner)‏ هي عالمة نفس أمريكية، ولدت في 29 سبتمبر 1915 في كانساس سيتي في الولايات المتحدة، وتوفيت في 1 يوليو 2004.